# Camélia Sahnoune
Camélia Chiraz Sahnoune, née le 5 avril 1986, est une triple-sauteuse algérienne.

## Carrière
Championne d'Afrique des moins de 20 ans en 2005  à Tunis, Camélia Sahnoune termine cinquième des Jeux africains de 2007 à Alger. Elle remporte aux Jeux panarabes de 2007 à Doha la médaille de bronze du triple saut.
Elle termine quatrième des Championnats d'Afrique d'athlétisme 2008 à Addis-Abeba.